# Fighting Force
Fighting Force (Борбена сила) је 3Д игрица из 1997. године. Игру је развио Коре Дизајн (енг.Core Design), а објавио је Идос (енг.Eidos). Игра је изашла за плејстејшн, Windows и Nintendo 64.

## Игривост
Играчи контролишу једног од четири лика, док се крећу кроз градска и научнофантастична окружења, борећи се против непријатеља који долазе у таласима. Оружије се може наћи у окружењу, или се може отети од непријатеља. Од оружија се може наћи: нож, секира, шипка, пиштољ, гума од аута итд. Играч може да одлучи кроз коју територију ће наставити игру.

## Прича
Четири лика имају своје разлоге да се супродставе Др Дексу Зенгу (енгл. Dr. Dex Zeng), криминалном генију који има своју војску којом заповеда. Др Зенг је предвидео да свет треба да нестане 2000. године. Након новогодишње ноћи 1999. године, Др Зенг је "установио" да је дошло до грешке, која је спречила апокалипсу, па одлучује да то исправи, тако што ће са својом војском да уништи свет.
Акција започиње полицијским кордоном око небодера Зенгове канцеларије. Касније се игра одвија у тржном центру, подземној железничкој станици, у бази обалске страже итд. Игра се завршава финалном борбом против Зенга, која се одвија на врху главне базе, која се налази на острву Зенг. Задња сцена нам приказује експлозију базе и новине у којим пише да је Зенг у затвору и служи доживотну казну.

## Ликови
Играчи могу да бирају између четири лика: Хавк Менсона (енгл. Hawk Manskon), Бена "Разбијача" Џексона (енгл. Ben"Smasher" Jackson), Мејс Данијелс (енгл. Mace Daniels) и Алане Маккендрик (енгл. Alana McKendricks). Хавк је јачи од Мејси, али је зато Мејси бржа од Хавка. Бен "Разбијач" је велики и спор лик, који може да баца делове аутомобила на непријатеље. Алана је тинејџерка, која има брзе, али зато слабије ударце. Сва четири лика имају посебан потез који се може извести уз губитак дела здравља.

## Развој игре
Коре Дизајн је сарађивао са десет кодера из ЕА Japan, током прављења игре.
Приче и цртеже ликова урадио је Марк Силвестри (енгл. Marc Silvestri). Лик Др Зенга је инспирисан окултном организацијом „капија раја".
Коре Дизајн је представио своју игрицу као четрври наставак Сегиног серијала Streets of Rage, али Сега се изјаснила да она има своје планове за наставак серијала. Коре је наставио са развојем игре, као самостални мулти - платформски наслов.
Рани прототип, са старијим дизајном ликова, представљен је у новембру 2008. године.

## Наставци
Fighting Force 2 је објављен за конзоле Sony PlayStation и Sega Dreamcast 1999. године. За разлику од првог дела, овај део се фокусира искључиво на лик Хoка Менсона.
Fighting Force 3 био је у развоју за Xbox и PlayStation 2, али је игрица отказана током развоја.